# Battaglie di Almeria e Tortosa
Battaglie di Almeria e Tortosa è il termine che definisce convenzionalmente la campagna di Spagna portata avanti nel XII secolo dalla Repubblica di Genova per il controllo del bacino del Mediterraneo occidentale.
Le due battaglie delle città spagnole controllate da forze musulmane almoravidi, Almería e Tortosa, furono il punto cruciale di una campagna bellica preparata a partire dal 1146 che ebbe termine nel 1148 con la conquista delle due città da parte dei genovesi, per i quali iniziò peraltro un periodo di declino in chiave prettamente economica dovuto ai forti debiti contratti per armare la flotta belligerante.
In particolare, la battaglia di Almería - dal nome del ricco centro di arte tessile e luogo di scambio degli schiavi - è stata una delle più sanguinose affrontate dall'esercito genovese.
Ad essa hanno legato il loro nome il condottiero Guglielmo Pelle, console del Comune di Genova, soprannominato Matamoros (ammazza mori) per la furia con cui vi combatté, e Caffaro di Rustico da Caschifellone, anch'egli console genovese, crociato e autore degli Annales ianuenses.

## Storia

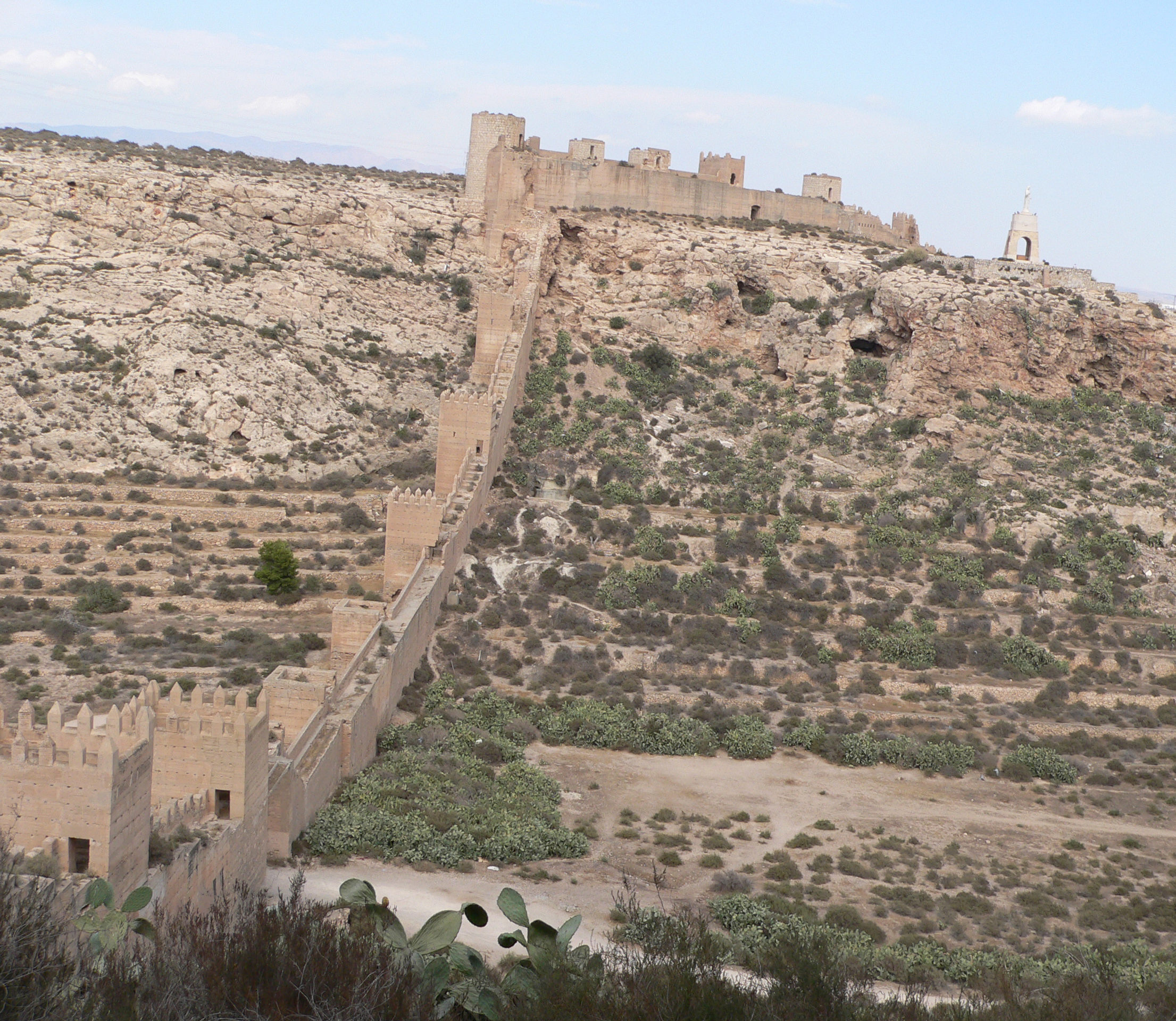
Le mura di Almeria, in Spagna

Il conflitto fra il Comune genovese e i mori di Spagna, nella fase che vide fra l'estate e l'autunno del 1147 la conquista di Almeria, così è stato descritto dallo storico Federico Donaver nel suo libro del 1912 Le vie di Genova (Genova, Editrice Moderna):

## Il racconto del Caffaro
Caffaro descrisse a sua volta la battaglia di Almeria nell'opera Ystoria captionis Almariae et Tortuosae, in cui spiega come la campagna di Almeria fosse una scelta alternativa rispetto ad un'eventuale partecipazione dei genovesi - preoccupati dalla rivalità con la Repubblica di Pisa - alla seconda crociata cristiana in Oriente. Il fatto poi che antagonisti fossero, ugualmente, dei musulmani giustificava l'azione genovese in chiave di contrasto all'Islam.
Sul piano più strettamente politico, accordi con il sovrano Alfonso VII di Castiglia garantivano ai genovesi un terzo delle città conquistate. La presa di Almeria fu tutt'altro che semplice: i genovesi, presa Minorca dopo aver posto fine al privilegio fino ad allora detenuto dai pisani, misero sotto assedio Almeria. In cambio della pace fu offerta un'ingente somma di denaro. Le trattative tuttavia non ebbero seguito e l'assedio portò ad un primo sanguinoso assalto dal mare con l'ausilio delle macchine da guerra che già avevano fruttato ai genovesi conquiste nelle imprese d'oltremare.

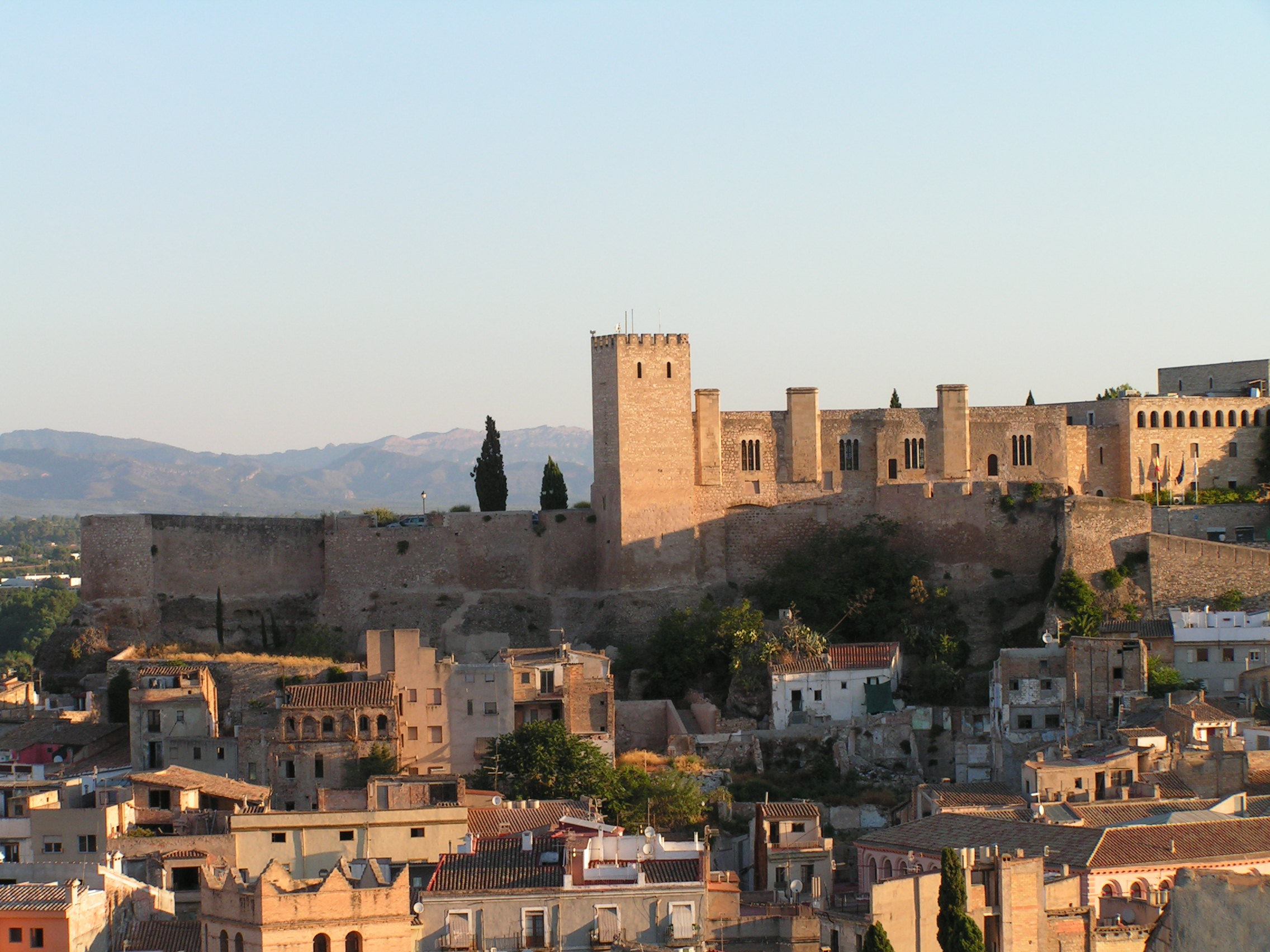
Il complesso fortificato dei musulmani a Tortosa, noto come La Zuda. Fu assediato dai crociati nel 1148

Secondo Caffaro, nella battaglia morirono ventimila saraceni (una cifra che non concorda con quella fornita da Donaver, sopra riportata) e solo un anno dopo, nel 1148, ai genovesi fu corrisposto un terzo della città di Almeria dato poi in feudo a Ottone Bonvillano. Presa Almeria, i genovesi conquistarono successivamente Tortosa.

## Strada di Genova
A Genova sono intitolate alle due città via e passo Almeria nel quartiere di Castelletto e via Tortosa in quello di Marassi (val Bisagno).

## Prigionieri di Soldano
Secondo un'ipotesi non verificata il paese di Soldano, in provincia di Imperia, sarebbe stato fondato dal Comune di Ventimiglia con i prigionieri fatti durante la presa di Almería e Tortosa.